# Sant Elies de Vilamajor
|  | Aquest article tracta sobre l'ermita de Sant Elies de Vilamajor. Vegeu-ne altres significats a «turó de Sant Elies». |

Sant Elies de Vilamajor és una ermita al municipi de Sant Pere de Vilamajor (Massís del Montseny), al turó de Sant Elies, al veïnat de Santa Susanna de Vilamajor i construïda entre el segle xv i el s. XX. Sant Elies de Vilamajor depenia de la Parròquia de La Costa i més tard, al fundar-se la Parròquia de Santa Susanna de Vilamajor va dependre d'aquesta. És una obra inclosa en l'Inventari del Patrimoni Arquitectònic de Catalunya.

## Descripció
L'ermita té adossada la casa de l'ermità. Té la nau molt baixa, dividida en dos trams per un arc ogival. A una de les claus de volta hi ha la data de 1633. A la façana hi ha les dues portes: nua dovellada, amb un escut sobre la clau i l'altra allindanada amb una obertura sobre la seva vertical en forma de creu. La teula és de dues vessants. A la part superior el carener dona diferent inclinació a cada vessant. Per darrere sobresurt l'absis, que té una minúscula obertura. A un dels laterals hi ha un contrafort. La campana fou donada pel poble de Tagamanent en un campanar d'espadanya. La campana es puja només el dia de l'aplec, el 25 d'abril.

## Història
Sant Elies està documentada des del 1570, tanmateix pot ser anterior. A mitjans de segle xvii pertanyia a Sant Pere de Vilamajor, posteriorment passà a Santa Susanna fins al 1922, que tornà a la parròquia de Sant Pere.
La primera capella era de mides reduïdes amb una sola nau coberta a dues aigües amb el carener perpendicular a la façana principal. Al fons, un absis que guardava la primera imatge del Sant. A començament del segle xvii, es va ampliar l'ermita amb una crugia a banda i banda, mantenint la simetria de l'edifici. Posteriorment, l'ermita va perdre la simetria amb l'aixecament a la crugia de ponent d'una planta. La planta baixa es va dotar amb una llar de foc i amb un forn, mentre que la planta de dalt s'emprava com a dormitori. L'entorn es va omplir amb annexos que s'empraven com a magatzems i corts per al bestiar. El 1914 va marxar el darrer ermità quan l'edifici es trobava en un estat molt lamentable. El 1936 l'edifici de l'ermità estava totalment enrunat i només en quedava la nau de la capella. El 1945 es va reconstruir amb la imatge actual de l'edifici. El 2008 es va fer la darrera restauració després que la volta de maó de la nau s'ensorrés pocs dies abans de l'aplec.

Evolució de l'edifici
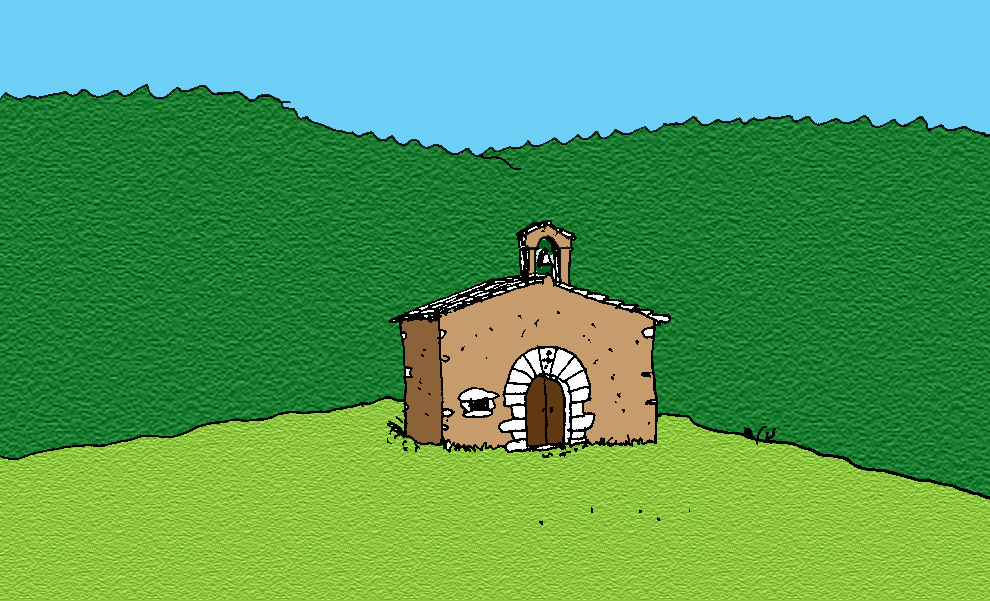
La capella de Sant Elies de Vilamajor original al segle XV
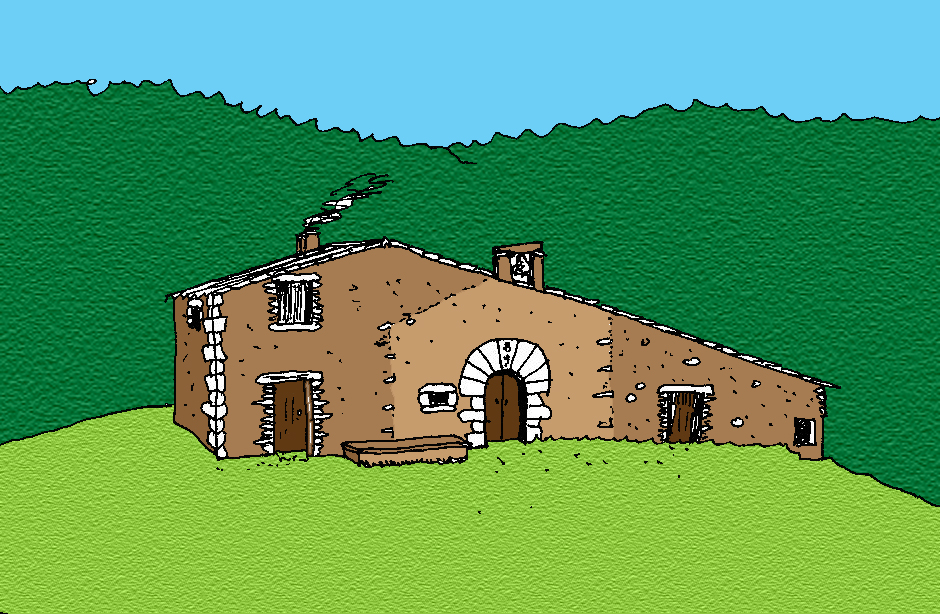
L'ermita de Sant Elies de Vilamajor amb la casa de l'ermità (s.XVII)
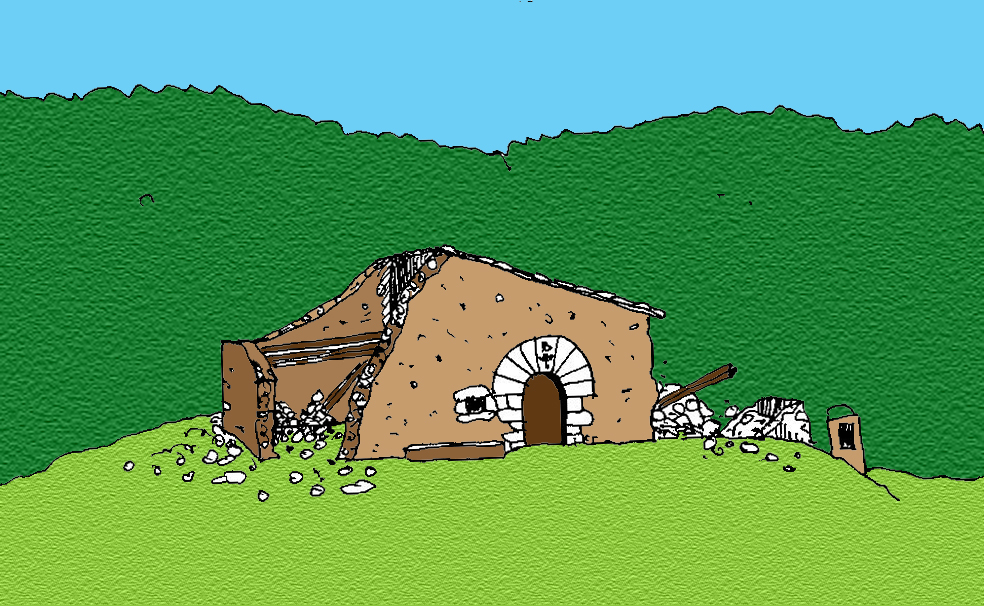
L'ermita de Sant Elies de Vilamajor després de la guerra civil (1939)
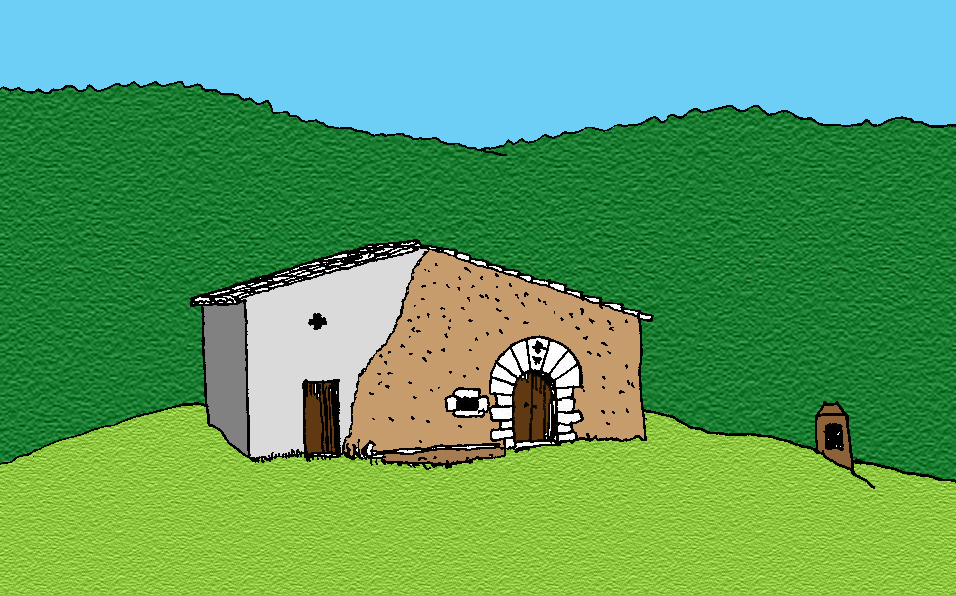
L'ermita de Sant Elies de Vilamajor després de la restauració del segle XX

## Aplec de Sant Elies
L'aplec de Sant Elies és una pujada a peu des del poble de Sant Pere de Vilamajor (Vallès Oriental) a l'ermita de Sant Elies de Vilamajor cada 25 d'abril. Els actes de l'aplec són una missa a l'ermita, la benedicció dels Panets de Sant Elies i un àpat popular a l'esplanada de l'ermita. Ocasionalment hi ha música en directe o, quan s'escau en cap de setmana, la presència dels gegants de Sant Pere de Vilamajor que també hi pugen a peu en processó.
Antigament es feien tres aplecs cada any en honor de cadascun dels tres copatrons de l'ermita: el de primavera en honor de Sant Marc cada 25 d'abril, el d'estiu en honor de Sant Elies cada 20 de juliol i el de tardor en honor de Santa Teresa cada 15 d'octubre. Actualment només se celebra el de primavera.
Al segle xv hi va haver una gran sequera seguida d'epidèmies que van afectar tota la població de Sant Pere de Vilamajor i rodalia. Els prohoms de Vilamajor van anar, preocupats, a demanar consell a l'Abat de Santa Fe. El pare abat els va dir que era una maledicció i que només la protecció de Sant Elies els podria salvar. Aleshores els prohoms de Vilamajor varen prometre que si Sant Elies els ajudava construirien una capella damunt del Turó de Sant Elies situat entre el Cortès i el Terrer i hi pujarien en aplec cada any en processó. I així ho van fer. Amb el temps la capella es transformà en ermita i hi visqué un ermità fins al 1914. L'aplec va tenir pujades i baixes de participació al llarg dels segles, coincidint les seves puixances amb les èpoques de sequera. La pujada a Sant Elies per a demanar pluja ha esdevingut la festa local més esperada i estimada pels vilamajorencs i vilamajorenques.